# Taiyutyla clatsop
Taiyutyla clatsop är en mångfotingart som beskrevs av Shear 1976. Taiyutyla clatsop ingår i släktet Taiyutyla och familjen Conotylidae. Inga underarter finns listade i Catalogue of Life.